# Thrypticus scutellatus
Thrypticus scutellatus är en tvåvingeart som beskrevs av Van Duzee 1931. Thrypticus scutellatus ingår i släktet Thrypticus och familjen styltflugor.
Artens utbredningsområde är Panama. Inga underarter finns listade i Catalogue of Life.